# Saint-Hilaire-en-Woëvre
 Saint-Hilaire-en-Woëvre  es una población y comuna francesa, en la región de Lorena, departamento de Mosa, en el distrito de Verdún y cantón de Fresnes-en-Woëvre.
Está integrada en la Communauté de communes du Canton de Fresnes-en-Woëvre.

## Demografía
| 188 | 168 | 126 | 123 | 120 | 144 |
| Para los censos de 1962 a 1999 la población legal corresponde a la población sin duplicidades (Fuente: INSEE [Consultar]) |     |     |     |     |     |

Incluye las communes associées de Butgnéville (65 hab) y Wadonville-en-Woëvre (24 hab).